# Abaxa (distrito)

Distrito de Abaxa

Abaxa (em georgiano:  აბაშის მუნიციპალიტეტი) (42° 12′ N, 42° 13′ L) é um distrito da Geórgia, na região de Mingrélia-Alta Suanécia. Sua principal cidade é Abasha.
População: 22,341 (Censo de 2014)
Área: 323 km²

## Atrações turísticas
Memorial House do famoso escritor georgiano, Acad. Konstantine Gamsakhurdia

## Divisões administrativas
A municipalidade de Abaxa é dividida em uma cidade (ქალაქი, kalaki), 15 comunidades (თემი, temi), e 35 aldeias (სოფელი, sopeli):

### Cidades
- Abasha (incluindo Kvatana, Noghokhashi, e Kapana)

### Comunidades
- Zveli Abaxa
- Gezati
- Quetilari
- Colobani
- Marani
- Naesacovo
- Norio
- Ontopo
- Pirveli Maisi
- Samicao
- Sepieti
- Sujuna
- Tqueviri
- Tseqemi
- Zanati

### Aldeias
- Abaxispiri
- Bulvani
- Zveli Abaxa
- Ziguri
- Etseri
- Gamoguema Zanati
- Gamoguema Codori
- Gaguema Zanati
- Gaguema Codori
- Gautsquinari
- Gezati
- Gugunacati
- Guleicari
- Guluqueti
- Quetilari
- Quevixanchala
- Colobani
- Maidani
- Marani
- Maranchala
- Matscovriscari
- Naesacovo
- Norio
- Ontopo
- Pirveli Maisi
- Sabocuchavo
- Saguevazavo
- Samicao
- Sepieti
- Sujuna
- Tsalicari
- Tequemelari
- Tequeviri
- Tsquemi
- Tsilori